# 武器广场 (圣地亚哥)

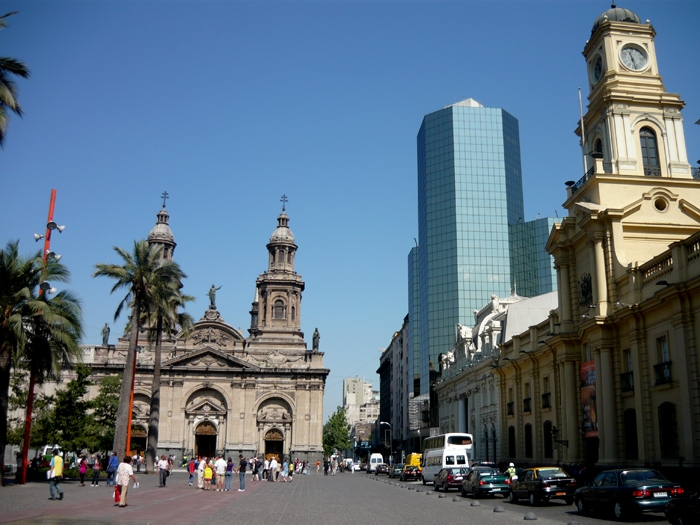
武器广场

武器广场（西班牙語：Plaza de Armas）是智利首都圣地亚哥的心脏。这里是该市方格网初始布局的核心。城市设计是由1541年佩德罗·德·瓦尔迪维亚任命的佩德罗·甘博亚完成。 
环绕广场周围是一些历史建筑，包括圣地亚哥主教座堂、中央邮局大楼、王宫，圣地亚哥总主教宫、以及圣地亚哥地方政府所在地。